# Mariana (pintura de Millais)
 Mariana es un óleo sobre tabla de 1851 de John Everett Millais. La imagen representa a la solitaria Mariana de Medida por medida de William Shakespeare, como se relata en el poema de Alfred Tennyson de 1830 "Mariana". La pintura se considera un ejemplo de la "precisión, atención al detalle y habilidad estelar como colorista" de Millais en su etapa prerrafaelita. Pertenece a la Tate Britain desde 1999.

## Fondo
En Medida por medida de Shakespeare, escrita entre 1601 y 1606, Mariana es una joven que estaba a punto de casarse, pero fue rechazada por su prometido Angelo cuando su dote se perdió en el naufragio que también mató a su hermano. Se retiró a una existencia solitaria en una casa con foso en el campo. Cinco años más tarde, Angelo es engañado para cumplir su compromiso. Tennyson volvió a contar la historia en su poema de 1830 " Mariana", y volvería a ella en su poema de 1832 "Mariana en el sur".
Millais fue miembro fundador de la Hermandad Prerrafaelita, un grupo de jóvenes artistas ingleses que se unieron en 1848 con el objetivo de renovar la pintura británica. Encontraron en el primer arte flamenco y del Renacimiento italiano temprano, anterior a Rafael, una sinceridad de propósito y una claridad de forma que buscaban emular. Los prerrafaelitas usaban con frecuencia imágenes alegóricas para crear una narración para enseñar una virtud o virtudes morales y, a veces, usaban la literatura romántica contemporánea como inspiración para sus pinturas, que a menudo incluyen numerosos detalles que permiten al espectador "leer" la pintura.

Millais usó la poesía de Tennyson para crear una narrativa para su obra y permitir que el espectador familiarizado con la poesía de Tennyson leyera el poema completo a través de la pintura. Se exhibió por primera vez en la Royal Academy en 1851, el año después de que Tennyson fuera nombrado poeta laureado, con una leyenda que contenía las líneas 9 a 12 del poema de Tennyson "Mariana" (1830):
    Ella solo dijo, 'Mi vida es triste,

      él no viene, ella dijo;

    Ella dijo, 'Estoy cansada, cansada,

      ojalá estuviera muerta!'
La pintura de Millais puede haber sido pintada como pieza complementaria de la pintura Claudio e Isabella de William Holman Hunt de 1850, que también representa una escena de Medida por medida.
La composición y los detalles de la pintura fueron influenciados por la pintura de Van Eyck de 1434 El matrimonio Arnolfini.

## Descripción
La pintura representa a una mujer con un largo y ceñido vestido de terciopelo azul oscuro, levantándose del bordado que se encuentra frente a ella para estirar la espalda. Su taburete tapizado y la mesa están dispuestos ante una ventana gótica con vidrieras, a través de la cual se puede ver un jardín cuyas hojas van cambiando del verde al marrón otoñal. Algunas hojas han caído sobre el bordado, y más sobre las tablas del piso de madera junto a un pequeño ratón. Al fondo, un pequeño tríptico apuntado, un incensario de plata, dos copas de plata con flores y una vela se han dispuesto a modo de altar devocional bajo una lámpara colgante y sobre un mueble cubierto con un paño blanco junto a la cortina de la cama.
La obra está pintada sobre tabla de caoba, imprimada con fondo blanco, y mide 49,5 centímetros × 59,7 cm. Es posible que haya sido pintada alla prima en un segundo fondo, con un dibujo subyacente de grafito. La pintura se aplica en una capa fina en algunas áreas para mejorar el efecto reflectante del fondo blanco, pero se aplica de forma espesa en otras. El vestido azul de la mujer está pintado con dos pigmentos azules, azul de Prusia y ultramar.
La pintura está repleta de detalles que ayudan al espectador a leer la narrativa de la obra a partir de la poesía de Tennyson. Las hojas de otoño sugieren la espera y el paso del tiempo. La espalda arqueada de la mujer indica que ha estado sentada demasiado tiempo y debe ponerse de pie para estirarse antes de volver a sentarse en su labor, pero su postura también enfatiza sensualmente su busto y sus caderas. El rollo de bordado terminado a un lado sobre la mesa le da al espectador una pista de cuánto tiempo Mariana ha estado trabajando en él.
El altar del fondo así como la vidriera probablemente son una referencia a las fervientes oraciones de Mariana a la Virgen María. El vitral de la ventana muestra una escena de la Anunciación, con el arcángel Gabriel y la Virgen María, basada en una ventana existente en el extremo este de la capilla de Merton College, Oxford, así como también un escudo de armas inventado con una campanilla de invierno y el lema en latín "In coelo quies" ("En el Cielo hay descanso"), posiblemente una referencia a la fiesta de la víspera de Santa Inés y al poema de John Keats La víspera de Santa Inés, alusiones por tanto a la virginidad de la doncella.
Muchos de los detalles de la pintura se relacionan directamente con la poesía de Tennyson. Por ejemplo, el ratoncito en la esquina inferior derecha es un detalle sacado directamente del poema: "el ratón detrás de los revestimientos de madera enmohecidos chilló o desde la grieta miró alrededor". Una anécdota informa que el ratón se extrajo de la vida, o más bien de la muerte, ya que Millais lo mató después de que corrió por el suelo y se escondió detrás de algún mueble para poder inmortalizarlo.
Juntos, la pintura de Millais y el poema de Tennyson crean una historia intrigante para que el lector la siga. Sin embargo, la pintura de Millais se aparta de la narrativa de Tennyson también en algunos aspectos. La Mariana representada por Millais se sitúa en una estancia de mobiliario gotizante llena de colores vibrantes; ella no es la mujer desamparada descrita por Tennyson, que no está dispuesta a vivir una vida independiente, confinándose a un retiro en ruinas, con un "revestimiento de madera enmohecido".
A su vez, la pintura de Millais fue una inspiración para la novela de 1853 de Elizabeth Gaskell, Ruth. La Mariana de Tennyson y el personaje principal de Gaskell, Ruth, son sensibles a los sonidos que las rodean y miran constantemente por la ventana en una imagen que representa su reclusión dentro de sus hogares. La imagen de Mariana utilizada por Tennyson y las obras posteriores son igualmente de una mujer cansada.

## Recepción
La pintura se exhibió por primera vez en 1851, un año después de que la pintura de Millais, Cristo en casa de sus padres, fuera fuertemente criticada por los críticos de arte y el público.
En 1851, Ruskin escribió en defensa de la Hermandad Prerrafaelita que "sienta en nuestra Inglaterra los cimientos de una escuela de arte más noble que la que el mundo ha visto en 300 años". Escribió el 9 de mayo que "no hay un solo estudio de cortinas en toda la Academia, ya sea en obras grandes o pequeñas, que por su perfecta verdad, poder y acabado, pueda compararse por un instante con ... con las cortinas blancas sobre la mesa en "Mariana" del Sr. Millais... Y además: como estudios tanto de las cortinas como de cada detalle menor, no ha habido nada en el arte tan serio o tan completo como estos cuadros desde los días de Alberto Durero".
La pintura fue aceptada en lugar de 4,2 millones de libras esterlinas del impuesto a la herencia pagadero sobre la herencia de Roger Makins, primer barón de Sherfield, quien murió en 1996. Se asignó a la Tate Gallery en 1999, cuando se la describió como "posiblemente la mejor pintura prerrafaelita" 
La Colección Makin de pinturas y dibujos victorianos, que incluye obras de artistas como Millais, Holman Hunt, Rossetti y Burne-Jones, fue heredada por su hijo Christopher Makins y trasladada a su residencia en Washington D. C. La colección había sido iniciada por Henry Francis Makins (1841-1914), amigo de Millais, y ampliada por Roger, su nieto.
El Museo de Victoria y Alberto guarda un estudio previo de la obra de 1850, en pluma y tinta sobre papel.